# Collabium acuticalcar
Collabium acuticalcar är en orkidéart som beskrevs av W.Burgh och De Vogel. Collabium acuticalcar ingår i släktet Collabium, och familjen orkidéer. Inga underarter finns listade i Catalogue of Life.